# پیناتس
پیناتس (به انگلیسی: Pnuts) یک زبان زبان اسکریپت‌نویسی پویا تحت پلتفرم جاوا می‌باشد. این زبان برای استفاده از سیستم دوزبانهٔ زبان برنامه‌نویسی جاوا طراحی شده‌است. اهداف پروژهٔ پیناتس عبارت است از فراهم کردن یک زبان اسکریپت‌نویسی سریع و کوچک که هماهنگی بسیار نزدیکی با زبان جاوا داشته باشد. پیناتس از سینتکس‌هایی استفاده می‌کند که برای توسعه دهندگان جاوا بسیار ساده و در عین حال خیلی با معنی می‌باشد.

## ارتباط با جاوا
به دلیل اینکه جاوا و پیناتس سیستم یکپارچه‌ای را به اشتراک می‌گذارند، کدهای جاوا به راحتی می‌توانند توابع پیناتس را شبیه‌سازی کنند. همچنین، کد پیناتس می‌تواند به راحتی اشیاء جاوا را شبیه‌سازی کند. حتی کد پیناتس می‌تواند کلاس‌های جاوا را بسازد. به این دلیل که پیناتس با تکه کدهای جاوا کامپایل می‌شود، این کلاس‌ها می‌توانند مثل دیگر کلاس‌ها در جاوا استفاده شوند. حتی می‌توانیم در آینده کلاسی که با پیناتس نوشته شده را با کلاسی که با جاوا نوشته شده بدون هیچ کد تغییری جایگزین کنیم.

## تاریخچه
در اصل زبان پیناتس در سال ۱۹۹۷ بوسیلهٔ تویوکازو توماتسو به عنوان ابزاری برای آزمایش کلاس‌های جاوا توسعه یافت. پیناتس به دلیل تمرکز اساسی بر روی فعالیت و توابع مورد نیاز موتور اسکریپتی بر اساس جاوا، مانند کامپایلرهای سیستم اندازه‌گیری و بایت کد هنوز هم مورد استفاده قرار می‌گیرد.
جاوا و پیناتس دستورها شبیه به همی دارند. در ادامه تکه کد تحت جاوا را ملاحظه می‌کنید که دستورها آن در پیناتس نیز مجاز می‌باشند:
```
import
 
java.util.ArrayList
;

import
 
java.util.List
;

List
<
String
>
 
countries
 
=
 
new
 
ArrayList
<
String
>
();

countries
.
add
(
"Canada"
);

countries
.
add
(
"Austria"
);

countries
.
add
(
"Brazil"
);

Collections
.
sort
(
countries
);

for
 
(
String
 
country
:
 
countries
)

    
System
.
out
.
println
(
"Hello "
 
+
 
country
);

```

متناوباً با استفاده از پیناتس می‌توان نوشت:
```
use
(
"pnuts.lib"
)
// Standard module that makes sort, println and other functions available.

countries
 
=
 
[
"Canada"
,
 
"Austria"
,
 
"Brazil"
]

sort
(
countries
)

for
 
(
country
:
 
countries
)
 
println
(
"Hello "
 
+
 
country
)

```